# RealVideo
RealVideo (リアルビデオ)は米リアルネットワークス社が開発したビデオフォーマット、あるいはビデオコーデック。最新版は2020年現在、バージョン10。
RealVideoファイルの拡張子は、.rm、.rmvb または.ram。

## 概要
1997年にリリースされたフォーマットで、2008年にはバージョン10が公開された。Windows, macOS, Linux, Solarisなど多くのプラットフォームに対応している。
普通はRealAudioとセットになったパッケージとしてRealMedia(.rm)ファイルとなっている。RealMedia形式はネットワーク上でストリーミング形式で再生する際に適している。
2000年頃まではネット上の動画でよく見かける動画フォーマットの1つであったが、Indeo、Cinepak、Sorenson Video、MPEG-1などと共に衰退し、今では見かけることはほぼなくなった。これはWindows Media Video、MPEG-4（DivX、xvidなど）が登場し始めた事や、再生アプリであるRealPlayerがメーカー製PCにプリインストールされなくなった事が大きいとされる。
ただ、2000年以後に急激に廃れた動画フォーマットと違い、今でも開発は継続されている。